# 蘇爾杜克鄉

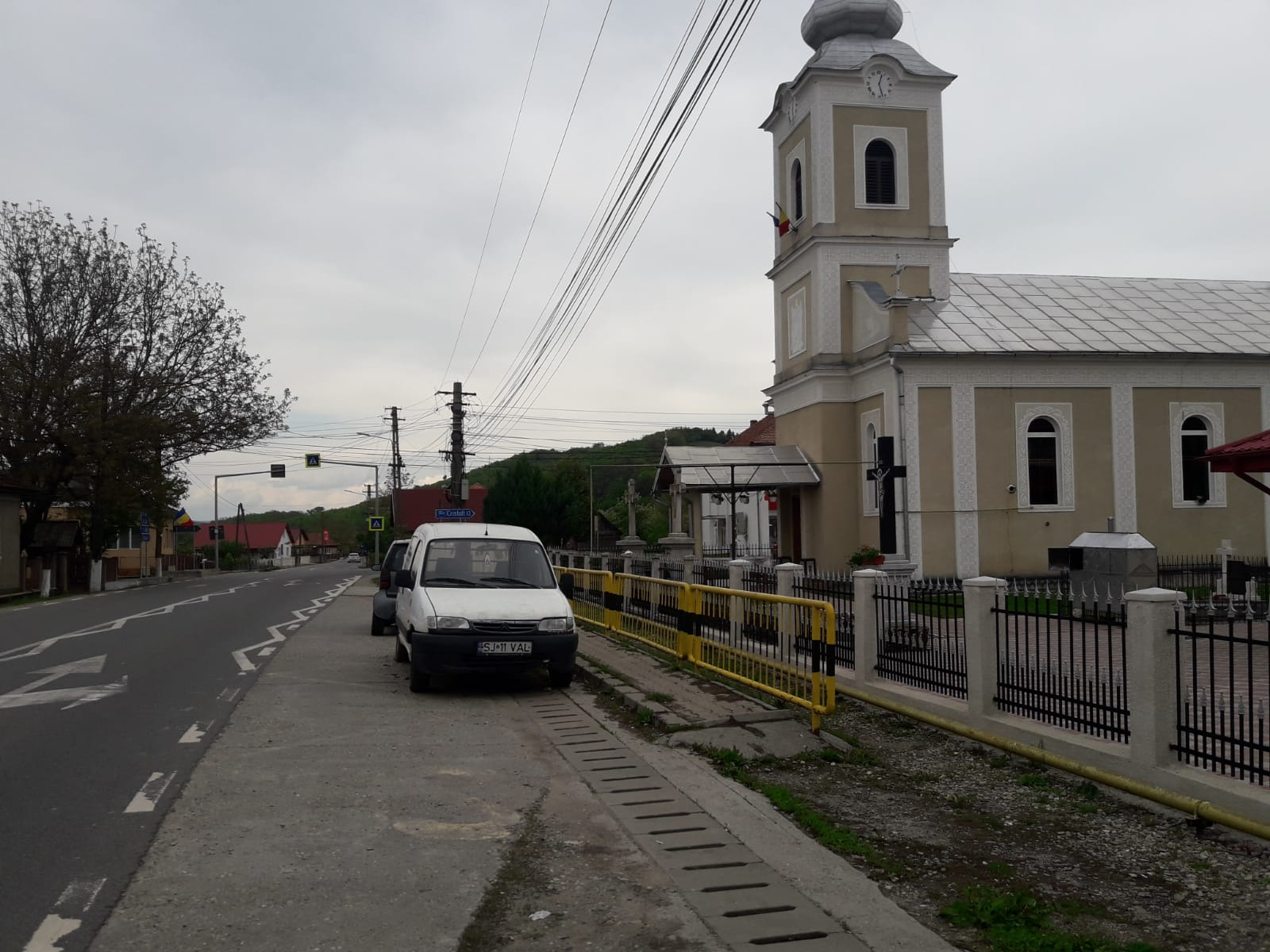

47°15′18″N 23°20′52″E / 47.25500°N 23.34778°E
蘇爾杜克鄉（羅馬尼亞語：Comuna Surduc, Sălaj），是羅馬尼亞的鄉份，位於該國西北部，由瑟拉日縣負責管轄，面積71平方公里，海拔高度607米，2007年人口3,835，人口密度每平方公里54人。